# Estació Vostok

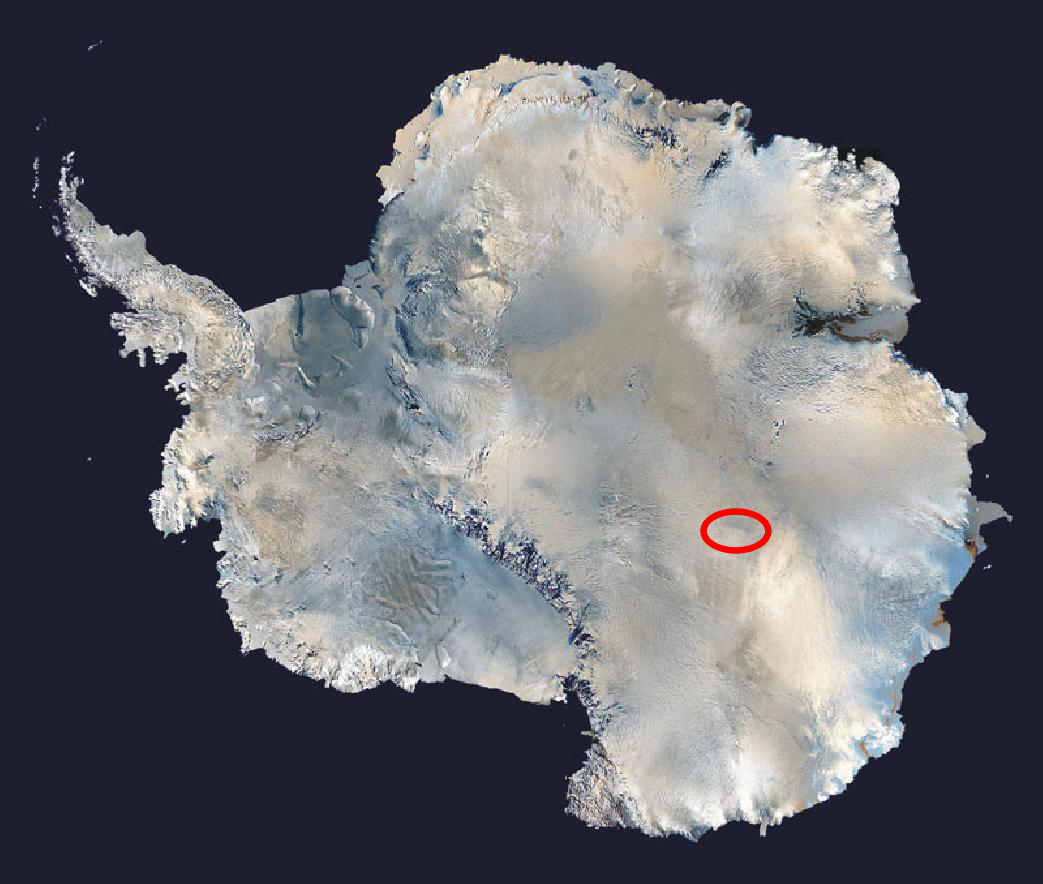
Imatge composta del llac Vostok, a sobre del qual es troba la base antàrtica russa (NASA)

L'Estació Vostok (Станция Восток, en rus) és una estació de recerca russa (anteriorment soviètica) localitzada prop de l'anomenat Pol Sud d'inaccessibilitat, al centre de la plataforma de gel antàrtica oriental. L'estació Vostok es troba en el territori antàrtic australià, tot i que, com a signant del Tractat Antàrtic, Austràlia no exerceix la sobirania en aquest territori.

## Història
L'estació de recerca Vostok es va establir el 16 de desembre de 1957, durant l'Any Geofísic internacional (AGI) per la 2a Expedició Antàrtica Soviètica, i va estar operativa durant més de 37 anys. L'estació es va tancar temporalment el gener de 1994. Actualment, aquesta estació està portada de forma cooperativa per científics russos, estatunidencs i francesos.

## Descripció
L'estació es troba a 3.488 metres per sobre del nivell del mar. És la més isolada de totes les estacions de recerca establertes al continent antàrtic, es troba a uns 1.300 km del pol Sud geogràfic. La seva localització prop del Pol Sud magnètic la fa un dels llocs millors per observar canvis en l'esfera magnètica. L'estació normalment aixopluga 25 científics i enginyers durant l'estiu. Durant l'hivern el nombre disminueix fins a 13.

## Clima
La temperatura mitjana anual és de -55,2 °C i oscil·la entre els -31,9 °C de desembre i els -68 °C d'agost. Les precipitacions, de 22 mm anuals, són sempre en forma de neu.
Les difícils condicions per a la vida humana no es redueixen només a les baixes temperatures. A l'anterior s'hi sumen l'altitud, la manca d'oxigen, la virtual absència d'humitat, la manca de diòxid de carboni que trasbalsa la respiració, els forts vents, la radiació ultraviolada deguda al forat a la capa d'ozó, l'aïllament donada la seva ubicació extremadament lluny del mar i a l'hivern la llarga nit polar, entre altres factors.
El dia 21 de juliol de 1983, es va observar a Vostok la temperatura més baixa mai enregistrada a la terra: −89,2 °C. Encara que sense confirmació, s'ha reportat que Vostok va aconseguir una temperatura de −91 °C durant l'hivern de 1997. Tot i això, sí que hi ha registre d'un mínim de −84,4 °C.
El 1996, científics russos i britànics de l'estació van descobrir el Llac Vostok, el llac subglacial més gran conegut en el món, just sota l'estació Vostok. El llac Vostok és d'aigua dolça, i es troba uns 4.000 metres sota la superfície de la plataforma de gel, amb una superfície de 14.000 km².
| Dades climàtiques a Estació Vostok                                                      | Dades climàtiques a Estació Vostok | Dades climàtiques a Estació Vostok | Dades climàtiques a Estació Vostok | Dades climàtiques a Estació Vostok | Dades climàtiques a Estació Vostok | Dades climàtiques a Estació Vostok | Dades climàtiques a Estació Vostok | Dades climàtiques a Estació Vostok | Dades climàtiques a Estació Vostok | Dades climàtiques a Estació Vostok | Dades climàtiques a Estació Vostok | Dades climàtiques a Estació Vostok | Dades climàtiques a Estació Vostok |
| Mes                                                                                     | gen                                | febr                               | març                               | abr                                | maig                               | juny                               | jul                                | ag                                 | set                                | oct                                | nov                                | des                                | anual                              |
| --------------------------------------------------------------------------------------- | ---------------------------------- | ---------------------------------- | ---------------------------------- | ---------------------------------- | ---------------------------------- | ---------------------------------- | ---------------------------------- | ---------------------------------- | ---------------------------------- | ---------------------------------- | ---------------------------------- | ---------------------------------- | ---------------------------------- |
| Màxima rècord °C (°F)                                                                   | −14.0 (6.8)                        | −21.0 (−5.8)                       | −30.0 (−22)                        | −33.0 (−27.4)                      | −38.0 (−36.4)                      | −33.0 (−27.4)                      | −34.1 (−29.4)                      | −34.9 (−30.8)                      | −34.3 (−29.7)                      | −33.6 (−28.5)                      | −24.3 (−11.7)                      | −14.1 (6.6)                        | −14.0 (6.8)                        |
| Màxima mitjana °C (°F)                                                                  | −27.0 (−16.6)                      | −38.7 (−37.7)                      | −52.9 (−63.2)                      | −61.1 (−78)                        | −62.0 (−79.6)                      | −60.6 (−77.1)                      | −62.4 (−80.3)                      | −63.9 (−83)                        | −61.6 (−78.9)                      | −51.5 (−60.7)                      | −37.2 (−35)                        | −27.1 (−16.8)                      | −50.5 (−58.9)                      |
| Mitjana diària °C (°F)                                                                  | −32.0 (−25.6)                      | −44.3 (−47.7)                      | −57.9 (−72.2)                      | −64.8 (−84.6)                      | −65.8 (−86.4)                      | −65.3 (−85.5)                      | −66.7 (−88.1)                      | −67.9 (−90.2)                      | −66.0 (−86.8)                      | −57.1 (−70.8)                      | −42.6 (−44.7)                      | −31.8 (−25.2)                      | −55.18 (−67.32)                    |
| Mínima mitjana °C (°F)                                                                  | −37.5 (−35.5)                      | −50.0 (−58)                        | −61.8 (−79.2)                      | −67.8 (−90)                        | −69.1 (−92.4)                      | −68.9 (−92)                        | −70.4 (−94.7)                      | −71.5 (−96.7)                      | −70.2 (−94.4)                      | −63.1 (−81.6)                      | −49.8 (−57.6)                      | −38.0 (−36.4)                      | −59.84 (−75.71)                    |
| Mínima rècord °C (°F)                                                                   | −56.4 (−69.5)                      | −64.0 (−83.2)                      | −75.0 (−103)                       | −86.0 (−122.8)                     | −81.2 (−114.2)                     | −83.8 (−118.8)                     | −91.0 (−131.8)                     | −88.3 (−126.9)                     | −85.9 (−122.6)                     | −76.1 (−105)                       | −63.9 (−83)                        | −50.1 (−58.2)                      | −91.0 (−131.8)                     |
| Precipitació mitjana mm (polzades)                                                      | 1.0 (0.039)                        | 0.7 (0.028)                        | 2.0 (0.079)                        | 2.4 (0.094)                        | 2.8 (0.11)                         | 2.5 (0.098)                        | 2.2 (0.087)                        | 2.3 (0.091)                        | 2.4 (0.094)                        | 1.9 (0.075)                        | 1.1 (0.043)                        | 0.7 (0.028)                        | 22 (0.87)                          |
| Humitat relativa mitjana (%)                                                            | 70.1                               | 68.6                               | 66.2                               | 64.7                               | 64.7                               | 65.5                               | 65.7                               | 65.8                               | 66.2                               | 67.4                               | 68.7                               | 69.8                               | 67                                 |
| Mitjana mensual d'hores de sol                                                          | 696.4                              | 566.8                              | 347.3                              | 76.3                               | 0.0                                | 0.0                                | 0.0                                | 0.0                                | 203.4                              | 480.2                              | 682.3                              | 708.8                              | 3.761,5                            |
| Font #1:                                                                                |                                    |                                    |                                    |                                    |                                    |                                    |                                    |                                    |                                    |                                    |                                    |                                    |                                    |
| Font #2: Pogoda.ru.net (records only except for August record low), (August record low) |                                    |                                    |                                    |                                    |                                    |                                    |                                    |                                    |                                    |                                    |                                    |                                    |                                    |